# ФК Питърхед
ФК Питърхед (на английски: Peterhead FC) е шотландски футболен отбор от град Питърхед, област Абърдийншър, Шотландия. От сезон 2005-2006 г. участва в Шотландската Втора дивизия.
Отборът играе своите мачове на стадион „Балмур Стейдиъм“ в Питърхед. Неговият капацитет е 4000 места. Дългогодишен участник е в шотландската Хайланд Лига (пето ниво на шотландския футбол), в която негов традиционен съперник е отбора на съседния град ФК Фрейзърбърг. След като през сезон 1998-99 г. ФК Питърхед спечелва първото място в Хайланд Лигата и преминава в Шотландската трета дивизия това съперничество бавно отшумява поради липса на официални мачове между двата отбора. През сезон 2004-05 г. под ръководството на треньора Йейн Стюарт ФК Питърхед завършва на второ място в трета дивизия, но успява да спечели плейофа за влизане в Шотландската втора дивизия. През 2006 г. за старши треньор е назначен Стийв Патърсън. Началото на 2008 г. донася на отбора запомнящи се промени. На 10 януари Стийв Патърсън е уволнен заради две поредни загуби съответно от ФК Рос Каунти на 2 януари 5-1 и от ФК Еърдри Юнайтед на 5 януари с 2-0. На негово място временно е назначен Нийл Купър. При неговия дебютен мач на 19 януари като старши треньор срещу ФК Берик Рейнджърс ФК Питърхед постига своята най-голяма победа във Втора дивизия с резултат 9-2.

## Постижения
Хайланд Лига: (5 пъти) 1946/47, 1948/49, 1949/50, 1988/89, 1998/99
Купа на Хайланд Лига: (5 пъти) 1962/63, 1965/66, 1967/68, 1980/81, 1988/89
Победител в Скотиш Куалифайинг Къп (Норт): (6 пъти) 1946/47, 1975/76, 1977/78, 1978/79, 1985/86, 1997/98
Победител в Абърдийншър Къп: (20 пъти) 1905/06, 1934/35, 1935/36, 1946/47, 1948/49, 1949/50, 1958/59, 1962/63, 1964/65, 1967/68, 1968/69, 1969/70, 1970/71, 1974/75, 1976/77, 1978/79, 1984/85, 1987/88, 1988/89, 1998/99
Победител в Абърдийншър Шийлд: (1 път) 1998/99

## Клубни рекорди
Най-голяма победа в Хайланд Лига: 17-0 срещу ФК Форт Уилиам 1998 г.
Най-голяма загуба като домакин в Хайланд лига: 0-8 срещу ФК Лосимът 1993 г.
Най-голяма загуба в мач за купа: 0-13 срещу ФК Абърдийн (Купа на Шотландия през сезон 1923-24 г.)
Най-голяма победа в мач от Втора дивизия: 9-2 срещу ФК Берик Рейнджърс на 19 януари 2008 г.
Рекорд на посещаемост: 8643 зрители в мача срещу Рейт Роувърс за Купата на Шотландия 4-ти кръг, 25 февруари 1987 г., на бившия стадион Рикриейшън Парк
Рекорд на посещаемост на стадион „Балмур“: 3700 зрители в мача срещу ФК Партик Тисъл за първенство на Втора Шотландска дивизия, сезон 2005-06 г.

## Мениджъри
- Колин Грант (1976-1980)
- Денис Д'Арси (1980-1981)
- Джо Харпър (1981-1982)
- Дейв Смит (1982-1983)
- Джим Хамилтън (1983-1990)
- Джордж Адамс (1990-1991)
- Джим Гайън (1991-1993)
- Иън Уилсън (1993-1994)
- Дейвид Уотсън (1994-1995)
- Иън Уилсън (1995-1998)
- Рони Браун (1998-2000)
- Иън Уилсън (2000-2004)
- Йейн Стюарт (2004-2006)
- Стийв Патърсън (2006-2008)
- Нийл Купър временно (2008-)